# Ernst Lejeune
Emil Ernst Alfred Lejeune (* 20. März 1870 in Frankfurt am Main; † 28. Juli 1944 ebenda) war ein deutscher Kaufmann und Münzsammler in Frankfurt am Main.
Er gründete am 25. November 1906 zusammen mit Sally Rosenberg die Frankfurter Numismatische Gesellschaft. Seine Sammlung deutscher Münzen war in den 1930er-Jahren die größte Privatsammlung ihrer Art. 1939 erwarb das Historische Museum Frankfurt die Sammlung.

## Schriften
- Die Münzen der reichsunmittelbaren Burg Friedberg i. d. Wetterau. In: Berliner Münzblätter. Jg. 25, 1904, ZDB-ID 536438-3, S. 336–338, 350–354, 461–464, 496–502, 513–516, 539–541, 560–565, 585–589, 596–599, 619–623 und Jg. 26, 1905, S. 3–6, 24–28, (Digitalisate).
- Die neueren Münzen und Medaillen der Stadt Nordhausen. In: Blätter für Münzfreunde. Bd. 12, Jg. 45, Nr. 3 = Nr. 361, 1910, Sp. 4402–4503, (Vgl. NordhausenWiki).